# Campionati rumeni di ciclismo su strada
I Campionati romeni di ciclismo su strada sono la manifestazione ciclistica annuale che assegna il titolo di Campione di Romania. I vincitori hanno il diritto di indossare per un anno la maglia di campione romeno, come accade per il campione mondiale.

## Campioni in carica
| Uomini Elite | Uomini Elite         |
| ------------ | -------------------- |
| In linea     | Eduard Michael Grosu |
| Cronometro   | Eduard Grosu         |
| Donne Elite  |                      |
| In linea     | Ana Covrig           |
| Cronometro   | Ana Covrig           |

## Albo d'oro

### Titoli maschili
Aggiornato all'edizione 2019.
| Anno      | Vincitore                | Secondo                  | Terzo                    |
| --------- | ------------------------ | ------------------------ | ------------------------ |
| 2000      | Emil Pavel Lupas         | Florin Privache          | -                        |
| 2001      | Marian Munteanu          | Dan Viorel Danila        | Emil Pavel Lupas         |
| 2002–2004 | Non organizzata          | Non organizzata          | Non organizzata          |
| 2005      | Dan Diaconu              | Alexandru Ciocan         | Cosmin Bidilici          |
| 2006      | Marian Frunzeanu         | George Daniel Anghelache | Lars Pria                |
| 2007      | Tamas Csicsaky           | George Daniel Anghelache | Carol-Eduard Novak       |
| 2008      | Alexandru Ciocan         | Andrei Nechita           | George Daniel Anghelache |
| 2009      | Andrei Nechita           | Gabriel Pop              | Alexandru Ciocan         |
| 2010      | Andrei Nechita           | Mihai-Gabriel Varabiev   | Marian Frunzeanu         |
| 2011      | Andrei Nechita           | Alexandru Ciocan         | Marius-Cristian Petrache |
| 2012      | Zoltán Sipos             | Valentin Plesea          | Carol-Eduard Novak       |
| 2013      | Andrei Nechita           | Marian Frunzeanu         | Andrei Voicu             |
| 2014      | Zoltán Sipos             | Andrei Nechita           | Marian Frunzeanu         |
| 2015      | Serghei Țvetcov          | Marius-Cristian Petrache | Andrei Nechita           |
| 2016      | Marius-Cristian Petrache | Daniel Crista            | Serghei Țvetcov          |
| 2017      | Marius-Cristian Petrache | Valentin Plesea          | Emil Dima                |
| 2018      | Eduard Michael Grosu     | Daniel Crista            | Emil Dima                |

| Anno      | Vincitore                | Secondo              | Terzo                    |
| --------- | ------------------------ | -------------------- | ------------------------ |
| 2000      | Emil Pavel Lupas         | Gabriel Neagoe       | Florin Privache          |
| 2001      | Emil Pavel Lupas         | Marian Frunzeanu     | Marian Munteanu          |
| 2002–2004 | Non organizzata          | Non organizzata      | Non organizzata          |
| 2005      | Alexandru Ciocan         | Ioan Sabin Andoniu   | Marian Flamanzeanu       |
| 2006      | Laszlo Madaras           | Ioan Sabin Andoniu   | Alexandru Ciocan         |
| 2007      | Non organizzata          | Non organizzata      | Non organizzata          |
| 2008      | George Adrian Manu       | Gabriel Pop          | Alexandru Ciocan         |
| 2009      | Gabriel Pop              | Carol Eduard Novak   | George Daniel Anghelache |
| 2010      | George Daniel Anghelache | Zoltán Sipos         | Gabriel Pop              |
| 2011      | Andrei Nechita           | Emil Stefan Morcov   | Lars Pria                |
| 2012      | Andrei Nechita           | Valentin Plesea      | Zoltán Sipos             |
| 2013      | Eduard Michael Grosu     | Andrei Nechita       | Valentin Plesea          |
| 2014      | Andrei Nechita           | Zoltán Sipos         | Marian Frunzeanu         |
| 2015      | Serghei Țvetcov          | Daniel Crista        | Andrei Nechita           |
| 2016      | Serghei Țvetcov          | Eduard Michael Grosu | Emil Dima                |
| 2017      | Eduard Michael Grosu     | Daniel Crista        |                          |
| 2018      | Eduard Michael Grosu     | Daniel Crista        | Carol-Eduard Novak       |
| 2019      | Serghei Țvetcov          | Daniel Crista        | Eduard Michael Grosu     |

| Anno | Vincitore               | Secondo                 | Terzo                    |
| ---- | ----------------------- | ----------------------- | ------------------------ |
| 2008 | Enikő Nagy              | Nicoleta-Lavinia Rolea  | Ana Condurache           |
| 2009 | Enikő Nagy              | Ana Condurache          | Nicoleta-Lavinia Rolea   |
| 2010 | Enikő Nagy              | Beata Adrienne Piringer |                          |
| 2011 | Beata Adrienne Piringer | Florica Valentina Dutu  | Cristina Radu            |
| 2013 | Beata Adrienne Piringer | Irina Dumitru           | Stefania Ecaterina Ion   |
| 2014 | Nicoleta-Lavinia Rolea  | Beata Adrienne Piringer | Irina Dumitru            |
| 2015 | Ana Covrig              | Nicoleta-Lavinia Rolea  | Irina Dumitru            |
| 2016 | Ana Covrig              | Marike Tache            | Monica Cojocaru          |
| 2017 | Ana Covrig              | Miriam Stan             | Ana-Maria Estera Coteata |
| 2018 | Ana Covrig              | Miriam Stan             | Ana-Maria Estera Coteata |
| 2019 | Ana Covrig              | Andreea Ionescu         | Miriam Stan              |

| Anno | Vincitore               | Secondo                  | Terzo                    |
| ---- | ----------------------- | ------------------------ | ------------------------ |
| 2008 | Enikő Nagy              | Ana Condurache           | Cristina Radu            |
| 2009 | Enikő Nagy              | Nicoleta-Lavinia Rolea   | Ana Condurache           |
| 2010 | Beata Adrienne Piringer | Eliza Oana Pop           | Silvana Popescu          |
| 2011 | Beata Adrienne Piringer | Zsuzsa Gyurka            | Stefania Ecaterina Ion   |
| 2012 | Beata Adrienne Piringer | Stefania Ecaterina Ion   | Daniela Oltean           |
| 2013 | Beata Adrienne Piringer | Daniela Oltean           | Irina Dumitru            |
| 2014 | Beata Adrienne Piringer | Nicoleta-Lavinia Rolea   | Irina Dumitru            |
| 2015 | Ana Covrig              | Nicoleta-Lavinia Rolea   | Irina Dumitru            |
| 2016 | Ana Covrig              | Beata Adrienne Piringer  | Adriana Ceausescu        |
| 2017 | Ana Covrig              | Marike Tache             | Ana-Maria Estera Coteata |
| 2018 | Ana Covrig              | Ana-Maria Estera Coteata | Beata Adrienne Piringer  |
| 2019 | Ana Covrig              | Andreea Ionescu          | Ana-Maria Estera Coteata |